# المنصورة (القريشية)

تعديل مصدري - تعديل

المنصورة هي إحدى قرى عزلة قيفه آل محن يزيد بمديرية القريشية التابعة لمحافظة البيضاء، بلغ تعداد سكانها 216 نسمة حسب تعداد اليمن لعام 2004.